# 很久很久以前，在北方
《很久很久以前，在北方》（英語：Once Upon a Time in the North）是英國作家菲力普·普曼撰寫的短篇小說，亦是《黑暗元素三部曲》的前傳，於2008年出版。書中的黑白插圖由約翰·勞倫斯繪製。
故事背景設定於《黑暗元素三部曲》的同一個世界中，描述了李·史科比與歐瑞克·拜尼森早年的冒險故事。

## 情節概要
24歲的德克薩斯熱氣球飛行員李·史科比與其守護精靈海斯特抵達了北極的島嶼諾威歐登塞，他在當地很快就被捲入一場政治鬥爭與陰謀中。史科比決定幫助H·范布列達船長的船隻和貨物順利離開該處，他得到了武裝熊歐瑞克·拜尼森的協助。過程中史科比與市長候選人勃力亞科夫派來的部下進行了一番槍戰，雖然擊敗了敵人，但自己也受了傷。
勃力亞科夫指揮一隊拉森錳礦公司的士兵前去殺死史科比，但海關稅務局的霍格蘭隊長及時趕到，用逮捕史科比的名義驅離拉森錳礦的部隊和群眾。歐瑞克幫助史科比治療他的槍傷。憤怒的勃力亞科夫試圖再度派人殺死史科比，但史科比與歐瑞克·拜尼森共同乘熱氣球離開了諾威歐登塞。

## 登場人物
- 李·史科比，年輕的熱氣球飛行員，時年24歲，德克薩斯人。其守護精靈是名叫海斯特的野兔。
- 歐瑞克·拜尼森（法语：Iorek Byrnison），武裝熊，出手援助李·史科比，終與他一同乘熱氣球離開諾威歐登塞。
- H·范布列達船長
- 麥康威爾，史科比的仇人，在諾威歐登塞化名皮耶·莫頓，成為市長候選人勃力亞科夫的部下。試圖殺害史科比，但終被對方所殺。其守護精靈是響尾蛇。
- 勃力亞科夫，野心勃勃的市長候選人，為取得權位，不惜挑起諾威歐登塞居民對武裝熊族的仇恨。其守護精靈是老鷹。
- 維多莉亞·倫德，美麗的公共圖書館員，最終與霍格蘭隊長訂婚。其守護精靈是燕子。
- 霍格蘭，隸屬於海關稅務局的隊長，為人正直，讓李·史科比與歐瑞克安全地離開諾威歐登塞，最終與倫德小姐訂婚。其守護精靈是狐。
- 勃力亞科娃小姐，勃力亞科夫的女兒，大約18歲，史科比曾一度迷上她。其守護精靈是老鼠。
- 奧斯卡·西古森，詩人兼記者。其守護精靈是蝴蝶。
- 米凱·伊瓦諾維奇·瓦希列夫，經濟學家。其守護精靈是知更鳥。
- 約翰·阿戈德，諾威歐登塞的港口長。其守護精靈是貓。

## 附加內容
除了主要故事外，《很久很久以前，在北方》還包含一些附加的額外內容：
- 在故事中提到的遊戲「極地歷險」（Peril of the Pole）
- 奧斯卡·西古森撰寫的一篇報導，將歐瑞克和李描述為壞人
- 《航運世界年鑑》的其中兩頁
- 牛津聖索菲亞學院學生萊拉·銀花舌寫的兩封信，內容皆涉及到她的經濟史哲學博士論文〈專論歐洲北極地區獨立熱氣球運輸業之貿易模式沿革（1950-1970）〉，在第一封信中萊拉提到她還有在繼續研讀真理探測儀。
- 提交萊拉論文的證書

## 創作
作者普曼說，最早是其兒子傑米建議他撰寫歐瑞克和李如何認識的故事。普曼還表示這本書的靈感來自於美國經典西部片《狂沙十萬里》（英語：Once Upon a Time in the West）。
普曼在2007年就已完成了《很久很久以前，在北方》，並於次年正式出版這本書。

## 外部連結
- 列在網路推理小說資料庫中的《很久很久以前，在北方》